# 十二律
十二律是中国傳統音樂使用的音律，後來逐漸傳入到朝鮮、日本、越南等東南亞國家。律，本指用來定音的竹管，古人用十二個不同長度的律管，吹出十二個高度不同的標準音高，以定出音階的高低，故這十二個標準音高也叫十二律。
中國古代以「三分損益法」定律，將十二個音逐個導出；而前五個音與主音的數學關係較為簡單，同時也是常用音階，故又與十二個音並稱五音十二律。

## 音調
- 黃鐘 - Huáng Zhōng - 主音/純一度 - 1 : 1 - 播放ⓘ
- 大呂 - Dà Lǚ - 半音 - 37 : 211 - 播放ⓘ
- 太簇 - Tài Cù - 大二度 - 32 : 23 - 播放ⓘ
- 夾鐘 - Jiá Zhōng - 小三度 - 39 : 214 - 播放ⓘ
- 姑洗 - Gū Xiǎn - 大三度 - 34 : 26 - 播放ⓘ
- 仲呂 - Zhòng Lǚ - 完全四度 - 311 : 217 - 播放ⓘ
- 蕤賓 - Ruí Bīn - 增四度 - 36 : 29 - 播放ⓘ
- 林鐘 - Lín Zhōng - 純五度 - 3 : 2 - 播放ⓘ
- 夷則 - Yí Zé - 小六度 - 38 : 212 - 播放ⓘ
- 南呂 - Nán Lǚ - 大六度 - 33 : 24 - 播放ⓘ
- 無射 - Wú Yì - 小七度 - 310 : 215 - 播放ⓘ
- 應鐘 - Yìng Zhōng - 大七度 - 35 : 27 - 播放ⓘ

十二律分為陰陽兩類，奇數六律為陽律，叫做六律；偶數六律為陰呂，稱為六呂，合稱律呂。一般所說的六律包括陰陽各六的十二律。

## 三分損益法
相傳三分損益法為管仲所發明。
司馬遷的《史記》「律書第三」中寫到：「……九九八十一以為宮。三分去一，五十四以為徵。三分益一，七十二以為商。三分去一，四十八以為羽。三分益一，六十四以為角。」
意思是取一根用來定音的竹管，長為81單位，定為「宮音」。然後將81乘上2/3，就得到54單位，定為「徵音」。將徵音的竹管長度54乘上4/3，得到72單位，定為「商音」。將商音72乘2/3，得48單位，為「羽音」。羽音48乘4/3，得64單位，為「角音」。而這宮、商、角、徵、羽五個音高，被稱為中國的五音。
中國音樂中用來定音律的「三分損益法」的確立是考「中聲」而量之以制。儒家的「中聲」指音高、速度適中的有節制的音樂，「琴瑟尚宮，鍾尚羽，石尚角，匏竹利制，大不逾宮，細不過羽」，要舍卻彈奏中的「煩手」（複雜多變）。《左傳》有鮮明排斥過度追求音響、速度變化的「淫聲」、以能使人保持平和「中聲」為美的思想。 「畢氏學派」中的「五度相生律」與三分損益法相似，但是五度相生律与三分益损法上下生成次序有不同，产生的音階相对应为中国音階中的燕调式，与中国流行的宫调式不同。

### 三分損益與十二律的相關物理
在聲學中，聲高指物體振動的頻率。取一簡單物體用來定音高時（如竹管、絲絃），則它的頻率與其長度是成反比的關係。如果物體的材質固定，長度愈長，聲音愈低。
除此之外，當長度減為一半時，頻率將變為原先的兩倍；長度增成為原先的兩倍時，頻率成為原先的一半。將這種互為二倍數的特殊比例，定義為彼此互為「八度音」。由此，便可以從九九八十一的長度出發，試算前述藉由「三分損益」求得的長度，所得到的十二律（宫调）：
黃鐘（C）：{\displaystyle 81} (n = 0)
林鐘（G，由黃鐘三分損而來）：{\displaystyle {81\times {\frac {2}{3}}}=54} (n = 0 + 7 = 7)
太簇（D，由林鐘三分益而來）：{\displaystyle {54\times {\frac {4}{3}}}=72} (n = 7 - 5 = 2)
南呂（A，由太簇三分損而來）：{\displaystyle {72\times {\frac {2}{3}}}=48} (n = 2 + 7 = 9)
姑冼（E，由南呂三分益而來）：{\displaystyle {48\times {\frac {4}{3}}}=64} (n = 9 - 5 = 4)
應鐘（B，由姑冼三分損而來）：{\displaystyle {64\times {\frac {2}{3}}}=42{\frac {2}{3}}\approx 42.66666666667} (n = 4 + 7 = 11)
蕤賓（F#，由應鐘三分益而來）：{\displaystyle {42{\frac {2}{3}}\times {\frac {4}{3}}}=56{\frac {8}{9}}\approx 56.88888888889} (n = 11 - 5 = 6)
大呂（C#，由蕤賓三分益而來）：{\displaystyle {56{\frac {8}{9}}\times {\frac {4}{3}}}=75{\frac {23}{27}}\approx 75.85185185185} (n = 6 - 5 = 1)
夷則（G#/Ab，由大呂三分損而來）：{\displaystyle {75{\frac {23}{27}}\times {\frac {2}{3}}}=50{\frac {46}{81}}\approx 50.56790123457} (n = 1 + 7 = 8)
夾鐘（D#/Eb，由夷則三分益而來）：{\displaystyle {50{\frac {46}{81}}\times {\frac {4}{3}}}=67{\frac {103}{243}}\approx 67.42386831276} (n = 8 - 5 = 3)
無射（A#/Bb，由夾鐘三分損而來）：{\displaystyle {67{\frac {103}{243}}\times {\frac {2}{3}}}=44{\frac {692}{729}}\approx 44.9492455418381344307} (n = 3 + 7 = 10)
仲呂（F，由無射三分益而來）：{\displaystyle {44{\frac {692}{729}}\times {\frac {4}{3}}}=59{\frac {2039}{2187}}\approx 59.93232738911751257430269776} (n = 10 - 5 = 5)
清黃鐘（黃鐘的高八度音，由仲呂三分損而來）：{\displaystyle {59{\frac {2039}{2187}}\times {\frac {2}{3}}}=39{\frac {6265}{6561}}\approx 39.954884926078341716201798506254} (n = 5 + 7 = 12)
- 注意，最後一個「清黃鐘」的長度39.9548849，與直接取「黃鐘」長度的一半 40.5 仍有一段小小的差距，這就是「黃鐘不能還原」的問題。因為在連乘十二次 2/3 或 4/3 後，最後的值不可能達到原始的 1/2。{\displaystyle {\frac {2^{6}\times 4^{6}}{3^{12}}}\approx 0.49327018427257211995310862353488}
- 另外，若在定律時不斷地使用三分損益的操作，最後一定會出現除不盡的小數，使得在實際製作時容易產生誤差。然而在現實上，準確度（Accuracy）與精密度（Precision）絕對有其極限，所以經過十二次的三分損益之後，已經可以構成一個（不甚完美）的音階循環。這也是為何中西音樂理論中，都不約而同地發展出以「12音階」為主流的原因。之後才會出現如純律、十二平均律等不同的改進或修正方法。

從上面所計算出來的結果，對照《史記·律書》中的文字，便可發現當中的抄錄錯誤。宋代沈括的《夢溪筆談》，便記載了《律書》當中出現「七分」之類的文字，當為「十分」的誤寫。因此原文中的黃鐘「八寸七分一」為「八寸十分一、81分」才合理。以下列出古音十二律與史記的文字記載比較，並附上與西方「參考音名」與「十二平均律的誤差」計算。
| 中國音名 | 三分損益（由原文更正後） | 西方音名 | 十二平均律 | 三分損益與十二平均律之偏差（%） |
| 黃鐘     | 81                       | C        | 81         | -                               |
| 林鐘     | 54                       | G        | 54.0610    | 0.11                            |
| 太簇     | 72                       | D        | 72.1628    | 0.23                            |
| 南呂     | 48                       | A        | 48.1629    | 0.34                            |
| 姑洗     | 64                       | E        | 64.2898    | 0.45                            |
| 應鐘     | 42.6667                  | B        | 42.9083    | 0.56                            |
| 蕤賓     | 56.8889                  | F♯       | 57.2757    | 0.68                            |
| 大呂     | 75.8519                  | C♯       | 76.4538    | 0.79                            |
| 夷則     | 50.5679                  | G♯       | 51.0268    | 0.90                            |
| 夾鐘     | 67.4239                  | D♯       | 68.1126    | 1.01                            |
| 無射     | 44.9492                  | A♯       | 45.4597    | 1.12                            |
| 仲呂     | 59.9323                  | F        | 60.6814    | 1.23                            |

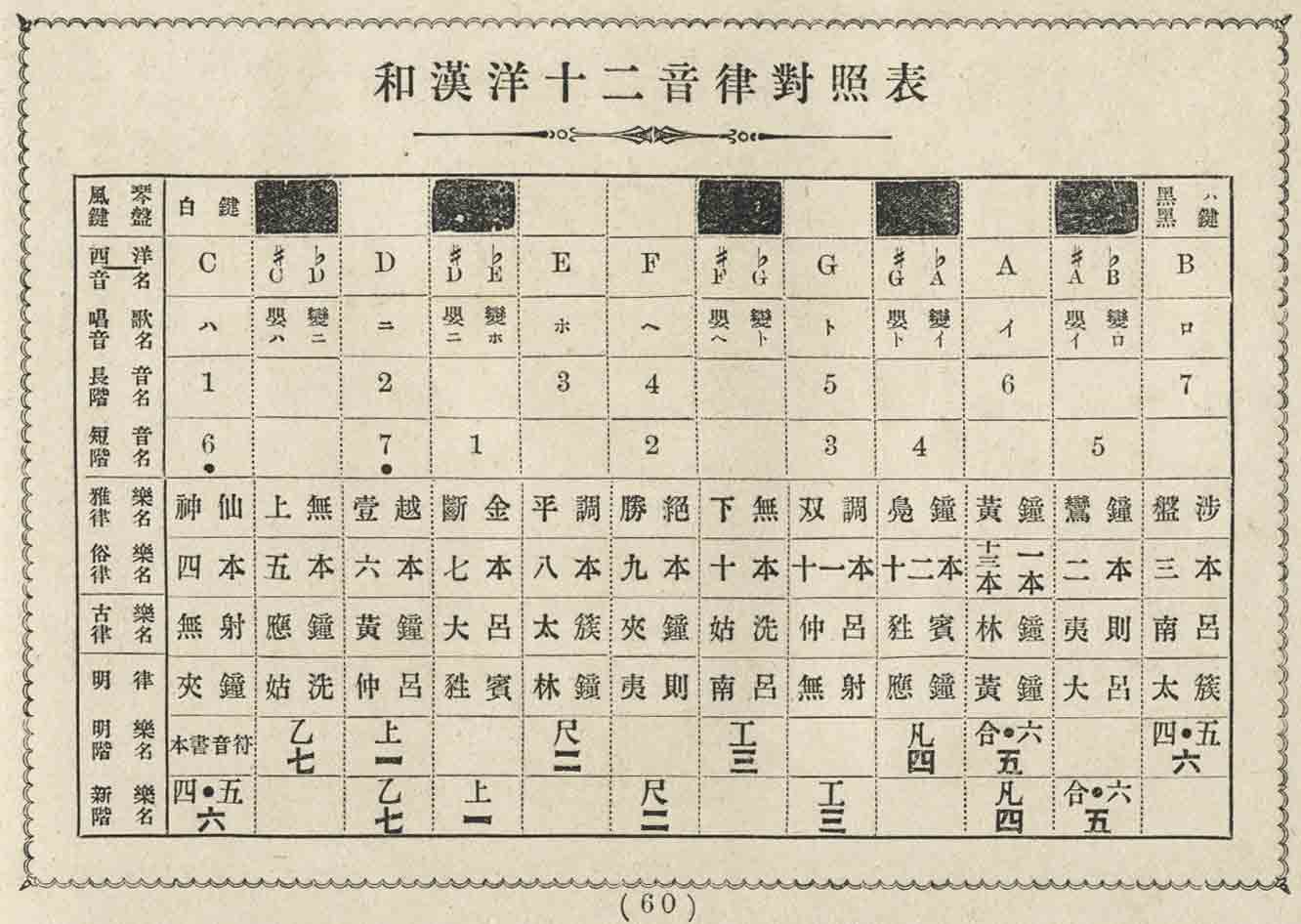

若不照音高排列，而是如上表照三分损益法排列十二律，则会发现其顺序与五度圈自C开始往顺时钟方向的音位排列恰巧一样。

## 音律與曆法的配合
由於音律與一年中的月分恰好都定有十二個，於是在中國上古時代，人們便把十二律和十二月聯繫起來，又名十二月律。例如大秦景教流行中國碑中有「太蔟月」即正月。依照《禮記·月令》上的記載，它們之間的對應為：
孟春之月，律中太簇；

仲春之月，律中夾鐘；

季春之月，律中姑洗；

孟夏之月，律中仲呂；

仲夏之月，律中蕤賓；

季夏之月，律中林鐘；

孟秋之月，律中夷則；

仲秋之月，律中南呂；

季秋之月，律中無射；

孟冬之月，律中應鐘；

仲冬之月，律中黃鐘；

季冬之月，律中大呂。
所謂「律中」就是「音律的對應」，其徵驗的方法則是憑「吹灰」。據說古人將十二根律管裡塞入葭莩的灰，只要到了某個月分，相對應的那一隻律管中的灰就會自動地飛揚出來，這便是「吹灰候氣」、「夷則為七月之律」等詞彙的典故。當然以今日的觀點，吹灰候氣並沒有現實的根據。
值得注意的一點，十二律中最基本的是黃鐘，而中國曆法最基本的則是含有冬至的月份。《月令》中所列出的，正是以黃鐘對應冬至所在的仲冬月分——子月（大雪至小寒之月）。
另外，《周髀算經》提及由於中國古代使用天干地支，以六十年甲子為一個週期，而60又有2、3、4、5、6、10、12、15、20、30等因數，所以不同時期規律出現的天象，會在60年內集中重複，這些看似奇異的現象實際上是可以用數理邏輯解釋清楚的。

## 延伸阅读
[在维基数据编辑]
 《欽定古今圖書集成·經濟彙編·樂律典·律呂部》，出自陈梦雷《古今圖書集成》

## 外部連結
- 戴振铎：〈广义三分损益律与朱载堉十二平均律及纯律的关系〉。
- 《史記》中記載的「律數」